# Ndoc Nikaj
Ndoc Nikaj (ur. 1864, zm. 16 stycznia 1951) – albański jezuita, pisarz i wydawca, zwany ojcem powieści albańskiej.
Od roku 1878 kształcił się w szkole prowadzonej przez jezuitów w Szkodrze. W 1888 został wyświęcony na księdza. Nikaj zarządzał drukarnią w Szkodrze. Autor pierwszych w dziejach literatury albańskiej tekstów prozatorskich, które można określić mianem powieści. Wśród tekstów jego autorstwa wyróżnia się Shkodra e rrethueme (Oblężenie Szkodry, 1913) – powieść przygodowa, dotycząca wydarzeń związanych z pierwszą wojną bałkańską, a dokładnie zimą 1912-1913.
W 1946 r. Nikaj został przez władze komunistyczne wtrącony do więzienia, gdzie zmarł pięć lat później.